# Steinrod

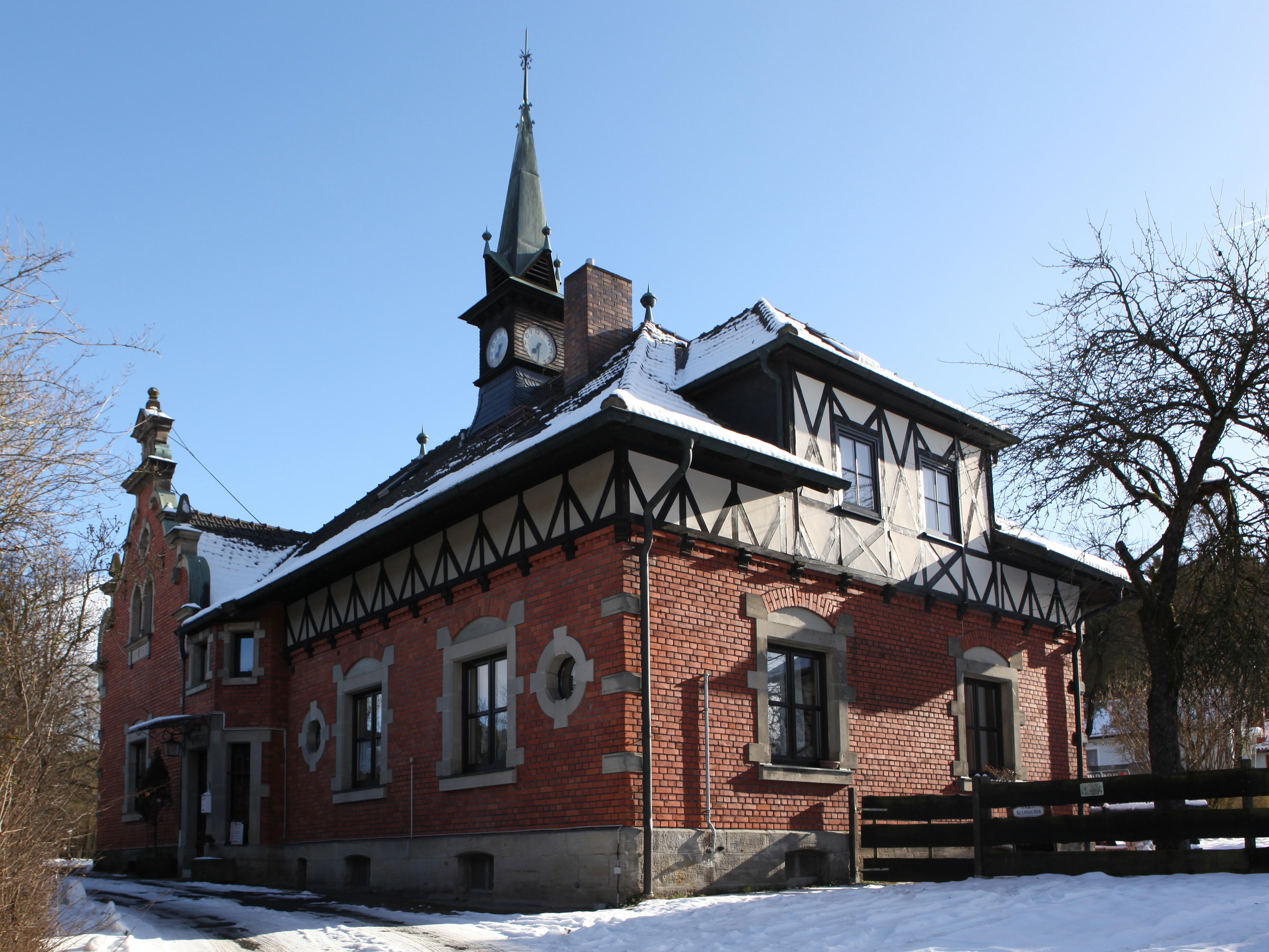
Alte Schule in Spittelstein

Steinrod war eine Gemeinde im Landkreis Coburg, Oberfranken, Bayern.

## Geschichte
Die Gemeinde Steinrod entstand am 1. Januar 1969 durch den Zusammenschluss der bis dahin selbständigen Gemeinden Blumenrod und Spittelstein (mit Theißenstein), mit Sitz der Verwaltung in Blumenrod.
Am 1. Januar 1977 wurde die Gemeinde aufgelöst und in die Stadt Rödental eingegliedert.

## Dialekt
In Steinrod wird Itzgründisch, ein mainfränkischer Dialekt, gesprochen.